# Listă de companii din Austria
Aceasta este o listă cu firme din Austria
- Billa
- Erste Bank
- OMV
- Raiffeisen Zentralbank
- Voestalpine